# Karl Wicklmayr
Karl Borromäus Alois Wicklmayr (geboren 31. März 1904 in Gumpersdorf; gestorben 26. November 1983 in Landshut) war ein deutscher Rechtsanwalt und Polizeipräsident in Würzburg in der Zeit des Nationalsozialismus.

## Leben
Karl Wicklmayr war ein Sohn eines Volksschullehrers in Gumpersdorf (am Inn). Er besuchte nach der Volksschule das humanistische Gymnasium in Landshut bis zur Ablegung des Abiturs 1923. Er studierte von 1923 bis 1929 Rechts- und Staatswissenschaften an der Universität Erlangen und der Universität München. Während des Studiums trat er 1923 dem Corps Palatia München bei. 
Er legte 1929 die erste und 1932 die zweite Staatsprüfung ab. Er ließ sich nach Studienende als Rechtsanwalt in Landshut nieder und führte nach der Machtübergabe an die Nationalsozialisten eine wirtschaftlich sehr erfolgreiche Praxis. Er wurde 1943 mit der Dissertation Die Waidgerechtigkeit als Voraussetzung der Jagdausübung zum Dr. jur. promoviert. Wicklmayr heiratete und hatte drei Kinder.
Wicklmayr trat der NSDAP erstmals 1922 in Landshut bei. Er gehörte der SA 1922/23 an und ab Juni 1923 dem Bund Reichskriegsflagge. Er war Teilnehmer am Hitlerputsch in München 1923 und erhielt dafür 1934 den Blutorden. Nach dem Parteiverbot betätigte er sich Mitte bis Ende der 1920er Jahre als Parteiredner für die NSDAP und ab 1928 als Rechtsberater der SA-Standarte 16. Am 1. Mai 1929 wurde er erneut Mitglied der NSDAP (Mitgliedsnummer 128.112) und 1932 der SA, in der er 1942 den Rang eines SA-Oberführers erreichte. Im April 1944 beantragte er die Überführung seiner Mitgliedschaft in die SS. In Landshut war er Kreisgruppenführer des NS-Rechtswahrerbundes (NSRB). 
Am 1. Juli 1936 wurde er zum Polizeidirektor in Würzburg bestellt und am 1. Juli 1941 dort zum Polizeipräsidenten befördert. Von 1936 bis 1940 leitete er zudem kommissarisch die Staatspolizeistelle Würzburg. Ab 1937 war er in Würzburg Gauwalter des NSRB und Gaurechtsberater im Gau Mainfranken. Ab Juli 1944 war er Vertreter des vakanten Regierungspräsidenten im preußischen Regierungsbezirk Schneidemühl. In der Endphase des Zweiten Weltkrieges wurde er im April 1945 noch Verbindungsführer des Reichsführer SS und des Reichsinnenministeriums zum Oberbefehlshaber Südwest.
Wicklmayr beantragte am 7. Juni 1941 beim Reichssicherheitshauptamt Schutzhaft für den Würzburger Weinhändler Arnold Weinstein und ebenso für den Dentisten H., der mit Weinstein befreundet war. Weinstein hatte, obwohl ihm als Juden das Fotografieren im öffentlichen Raum verboten war, Baudenkmale fotografiert, H. sollte im Konzentrationslager von seinem unarischen Verhalten geheilt werden. Weinstein wurde in das Konzentrationslager Dachau überstellt, wo er gehängt wurde. Ein Haftentlassungsgesuch des Vaters von H. lehnte Wicklmayr ab. H. kam ebenfalls nach Dachau und wurde nach drei Monaten Konzentrationslagerhaft entlassen.   
Wicklmayr wurde Ende Mai 1945 in München festgenommen und war bis September 1948 in verschiedenen alliierten Internierungslagern inhaftiert. Die Spruchkammer des Internierungslagers Regensburg stufte ihn im September 1948 als „Belasteten“ ein und verurteilte ihn zu drei Jahren Arbeitslager. Die Berufungskammer Regensburg würdigte ihn wegen seiner Haltung gegen die Kreis- und Gauleitung, hob die Strafe auf und stufte ihn als „Minderbelasteten“ ein. Im Nachverfahren wurde er am 3. August 1949 als „Mitläufer“ der Stufe IV eingestuft, er war damit „entnazifiziert“. Seinen Lebensunterhalt bestritt er als kaufmännischer Angestellter in Landshut in einer Lackfabrik.
Im Juni 1950 wurde Wicklmayr vor dem Landgericht Würzburg wegen Freiheitsberaubung in fünf Fällen angeklagt, neben Weinstein und H. waren drei Personen nach ihrer durch Wicklmayr veranlassten Einlieferung in ein Konzentrationslager Opfer des Holocaust geworden. Der CSU-Bundestagsabgeordnete Wilhelm Laforet sprach als Zeuge zu seinen Gunsten. Wicklmayr wurde in allen Fällen freigesprochen. Das Urteil wurde nach dem Revisionsantrag der Staatsanwaltschaft Würzburg vom Bundesgerichtshof aufgehoben. Nach einer erneuten Verhandlung wurde Wicklmayr im Mai 1952 wegen der Freiheitsberaubung im Falle des Dentisten H. zu einem Jahr Gefängnis verurteilt. Die Dauer der vorherigen Internierungshaft wurde angerechnet, so dass Wicklmayr sofort frei kam. Die Staatsanwaltschaft hatte ein Strafmaß von vier Jahren Gefängnis gefordert, der Sachbearbeiter im Bayerischen Justizministerium Meyer merkte in einer internen Urteilskritik an, dass die Mindeststrafe drei Jahre Zuchthaus seien, Gefängnis aber nur bei mildernden Umständen.

## Namensvetter
In der historischen Forschung scheint es Verwechslungen zu geben. Karl Friedrich Wicklmayr (auch Carl Friedrich Wicklmayr) war Führer einer Wachkompanie im KZ Dachau im Range eines SS-Hauptsturmführers. Er wurde 1951 wegen der Tötung von Häftlingen vom Landgericht München II zu sechs Jahren Zuchthaus verurteilt (Da 12 Js 1649/48 München II; 12 Ks 5/51 LG München II). Diese Verwechslung der beiden Personen und ihrer Verurteilungen findet sich u. a. in dem Schreiben der Zentralen Stelle der Landesjustizverwaltungen zur Aufklärung nationalsozialistischer Verbrechen, mit der am 15. August 1988 eine Anfrage des kanadischen Historikers Robert Gellately über die Ermittlungen zu Würzburger NS-Tätern beantwortet wurde.